# La Rocca dei Silenzi
La Rocca dei Silenzi è un romanzo fantasy scritto da Andrea D'Angelo e pubblicato nel 2005 in Italia dalla Nord. È il primo romanzo del ciclo "I Silenzi".

## Trama
Ammothàd, la Rocca dei Silenzi, è un luogo oscuro, tanto quanto il segreto che custodisce gelosamente. Lo sa bene il vecchio arcimago Moenias en'Dhat, che durante una riunione alla Torre di Dòthrom – centro di potenti maghi e fulcro di potere nelle Terre – fa presente la necessità di una spedizione di uomini scelti che possa far luce sul mistero dell'edificio. A capeggiare l'eterogeneo gruppo di eroi sarà Thal Dom Djèw, che in un passato che egli vuole dimenticare è scampato per miracolo alla furia mostruosa della Rocca.
Il viaggio all'interno degli oscuri cunicoli dell'antica costruzione porterà ogni personaggio ad una scoperta personale, fino al tragico disvelamento finale del segreto che ammorba la Rocca dei Silenzi.

## Edizioni
- Andrea D'Angelo, La Rocca dei Silenzi, collana Fantacollana, Nord, 2005,  pp. 448, cap. 18, ISBN 88-429-1357-X.